# والتر فيتالي
والتر فيتالي (بالإيطالية: Walter Vitali)‏ هو سياسي إيطالي، ولد في 30 سبتمبر 1952 في مينيربيو في إيطاليا. حزبياً، نشط في الحزب الديمقراطي. وقد انتخب عضو مجلس الشيوخ الإيطالي وانتخب عمدة.